# 拉里·泰斯勒
勞倫斯·高登·泰斯勒（英語：Lawrence Gordon Tesler，1945年4月24日—2020年2月17日），暱稱拉里·泰斯勒（Larry Tesler），生於美國紐約州紐約市，計算機科學家，主要研究領域為人機界面。拉里·泰斯勒曾在施乐帕罗奥多研究中心（Xerox PARC），Apple，Amazon和Yahoo!工作。在施乐帕罗奥多研究中心（Xerox PARC）期间，拉里·泰斯勒与同事Tim Mott一同开发了复制和粘贴功能。

## 生平
1961年，進入史丹佛大學就讀，主修計算機科學。1960年代，他在史丹佛人工智慧研究室工作。
1973年至1980年間，他進入Xerox PARC工作，發展Smalltalk與Gypsy文字處理器。在此期間，他與同事Tim Mott開發出最早的剪貼功能。
1980年，他進入蘋果電腦公司任職。
拉里·泰斯勒于2020年2月17日去世，享年74岁。

## 外部連結
- 拉里·泰斯勒個人首頁 （页面存档备份，存于）